# Вестерлунд, Лиз
Лиз Вестерлунд (англ. Lise Vesterlund) — поведенческий экономист, профессор экономического факультета Питтсбургского университета. Внесла значительный вклад в исследование благотворительности и гендерных различий в сфере рынка труда.

## Образование
Лиз Вестерлунд получила степень
- бакалавра в Копенгагенском университете (1990);
- магистра в Висконсинском университете в Мадисоне (1995);
- доктора философии по экономике в Висконсинском университете в Мадисоне (1997)[2].

## Деятельность
C 1997 по 2001 год Лиз Вестерлунд была доцентом в Государственном университете Айова. Далее работала в Питтсбургском университете. С 2009 года является профессором экономического факультета в Питтсбургском университете и директором Питтсбургской экспериментальной экономической лаборатории (PEEL). Также входит в состав научных сотрудников Национального бюро экономических исследований. С 2018 года — приглашенный профессор Норвежской школы экономики. Занимает позиции редактора в таких изданиях, как Experimental Economics, Journal of the Economics Science Association и др.
В сферу интересов Лиз Вестерлунд входят: экспериментальная и поведенческая экономика, экономика общественного сектора.

## Избранная библиография
Работы экономиста имеют более 11 тысяч цитирований.
Наиболее известные из них:
- Andreoni, James; Vesterlund, Lise (2001-02-01). «Which is the Fair Sex? Gender Differences in Altruism». The Quarterly Journal of Economics, 116(1), 293—312[7], в которой авторы выявляют, что мужчины уверенней себя чувствуют в конкурентной среде, чем женщины.
- Niederle, Muriel; Vesterlund, Lise (2007-08-01). «Do Women Shy Away From Competition? Do Men Compete Too Much?» The Quarterly Journal of Economics, 122(3), 1067—1101[7], результат которой показывает разную склонность к альтруизму у мужчин и женщин в зависимости от его цены, а также приверженность женщин к уравниванию, а мужчин — либо к совершенному эгоизму, либо к совершенной бескорыстности.

Другие наиболее цитируемые статьи:
- James Andreoni, William Harbaugh, Lise Vesterlund (2003/06). «The Carrot or the Stick: Rewards, Punishments, and Cooperation». American Economic Review, 93(3), 893—902.[8]
- Niederle, M., & Vesterlund, L. (2011). «Gender and Competition». Annual Review of Economics, 3(1), 601—630.
- Niederle, Muriel, and Lise Vesterlund. 2010. «Explaining the Gender Gap in Math Test Scores: The Role of Competition.» Journal of Economic Perspectives, 24 (2): 129-44.[9]
- Vesterlund, L. (2003). «The informational value of sequential fundraising». Journal of Public Economics, 87(3-4), 627—657.[10]
- Niederle, M., Segal, C., & Vesterlund, L. (2008). «How Costly is Diversity? Affirmative Action in Light of Gender Differences in Competitiveness». Management Science, 59(1), 1-16.[11]
- Harbaugh, W. T., Krause, K., & Vesterlund, L. (2002). «Risk Attitudes of Children and Adults: Choices Over Small and Large Probability Gains and Losses». Experimental Economics, 5(1), 53-84.[12]